# Drosanthemum uniflorum
Drosanthemum uniflorum là một loài thực vật có hoa trong họ Phiên hạnh. Loài này được (L.Bolus) Friedrich mô tả khoa học đầu tiên.